# Johann Köler
Johann Köler   (Ivaski, 8 de març de 1826 - Sant Petersburg, 22 d'abril de 1899) va ser un líder del despertar nacional estonià i pintor. És considerat com el primer pintor professional de la nació emergent. Es va distingir principalment pels seus retrats i, en menor mesura, per les seves pintures de paisatge. Alguns dels seus quadres més notables representen la vida rural d'Estònia a la segona meitat del segle XIX.

## Biografia i obra
Johann Köler va néixer com el setè fill d'una família de camperols a la granja de Lubjassaare a Wast (l'actual Ivaski), al comtat de Viljandi. Malgrat la pobresa dels pares, Köler va aconseguir assistir a les escoles elementals i de districte de Viljandi, Livònia. Després va assistir a un taller de mestres pintors a Cēsis. El 1846, Köler va viatjar a Sant Petersburg per treballar com a escriptor de signes, on aviat es va descobrir el seu talent. De 1848 a 1855 Johan Köler va estudiar dibuix i pintura a l'⁣Acadèmia Imperial de les Arts de Sant Petersburg.
Durant el 1857 Köler va viatjar a París via Berlín, després va tornar a Alemanya, després va viatjar als Països Baixos i Bèlgica. El 1858, va viatjar a través dels Alps fins a Milà, Ginebra, Florència i Roma. Allà va estudiar en una acadèmia privada i es va dedicar a la tècnica de l'aquarel·la. A Roma durant l'any 1859 va presentar la seva composició Crist a la creu.

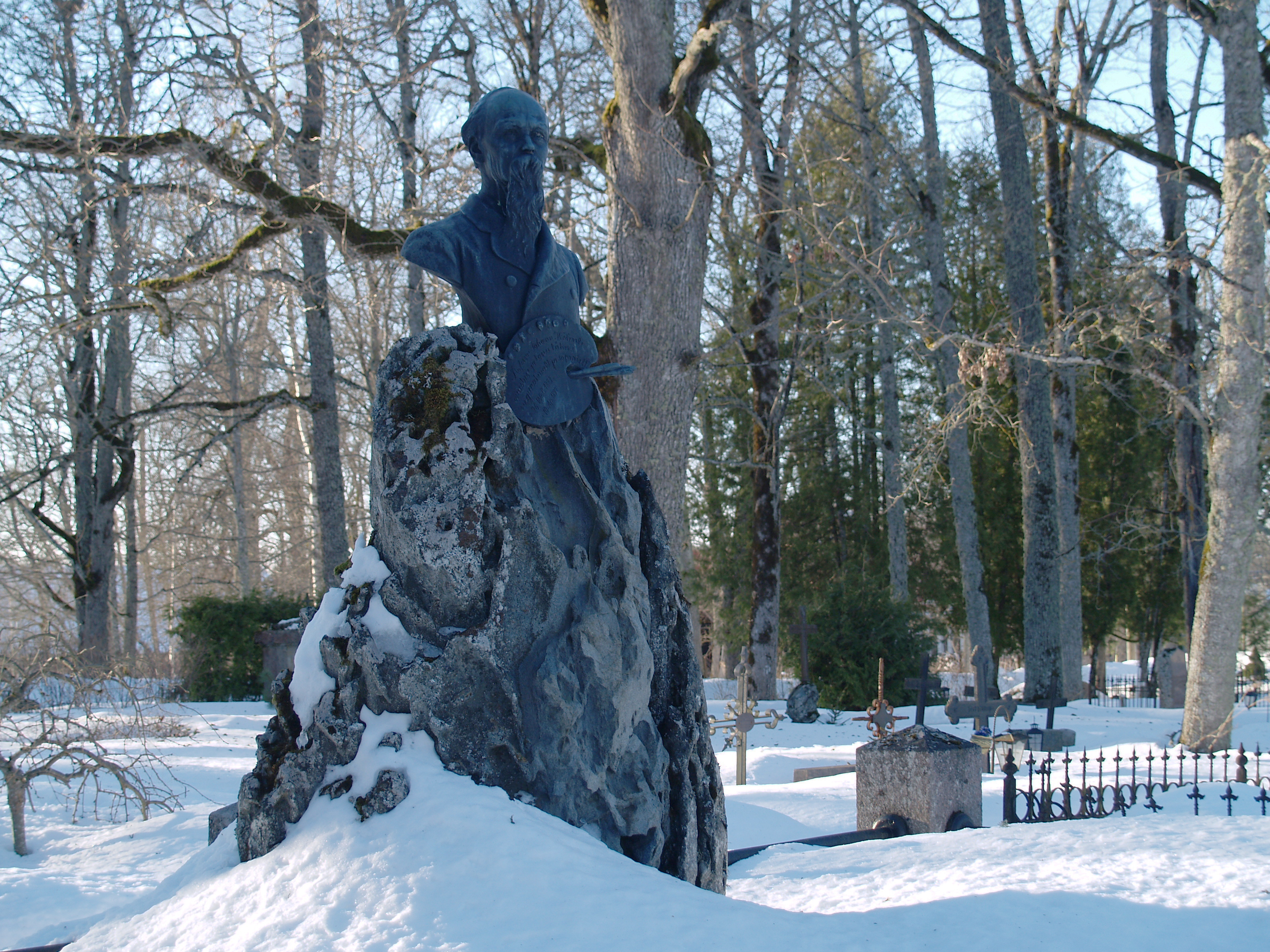
Tomba de Johann Köler al cementiri de Suure-Jaani. Bust de l'escultor Amandus Adamson

Responent a la crida de l'Acadèmia de les Arts de Sant Petersburg, Köler va tornar a la ciutat el 1861. De 1862 a 1874 va ser professor de la gran duquessa Maria Aleksandrovna, filla del tsar Alexandre II. Entre 1869 i 1870, va treballar com a professor a l'acadèmia. De 1886 a 1889 Köler va treballar a Viena, Niça i París.

## El despertar nacional estonià
El cim de la carrera de Johann Köler va coincidir amb l'auge del despertar nacional estonià i va utilitzar la seva posició a la cort imperial per promoure la causa del poble estonià. També va ser amic del periodista Carl Robert Jakobson, un dels autors de la idea de l'autodeterminació estoniana.
De 1891 a 1893 Köler va ser el president de la Societat de Literats Estonians (Eesti Kirjameeste Selts).

## Diversos
La ciutat de Viljandi va inaugurar un monument a Köler l'any 1976. Eesti Post va emetre un segell postal commemoratiu per celebrar el 175è aniversari del seu naixement l'any 2001.

## Obres més conegudes

### Dona italiana amb nens al costat d'un rierol
Dona italiana amb nens al costat d'un rierol és una pintura de 1862 de Köler. L'obra té unes dimensions 82,5 cm x 53,5 cm. L'obra pertany a la col·lecció del Museu d'Art d'Estònia i s'exposa al Museu d'Art de Kumu.
La pintura és una visió realista amb una paleta de colors càlids.

### Lorelei maleïda pels monjos
Lorelei maleïda pels monjos (estonià: Lorelei needmine munkade poolt) és una pintura a l'oli sobre tela pintada l'any 1887, que representa la nimfa mitològica del Rin. Forma part de la col·lecció del Museu d'Art d'Estònia i s'exposa al Museu d'Art Kumu de Tallinn. Les dimensions de la pintura són 345 cm d'ample per 395 cm d'alçada. (136 polzades X 156 polzades)

## Galeria

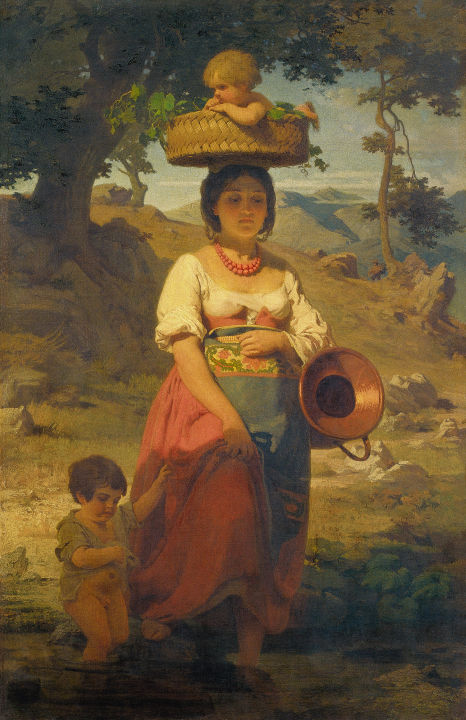
Dona italiana amb nens al costat d'un rierol (1862)
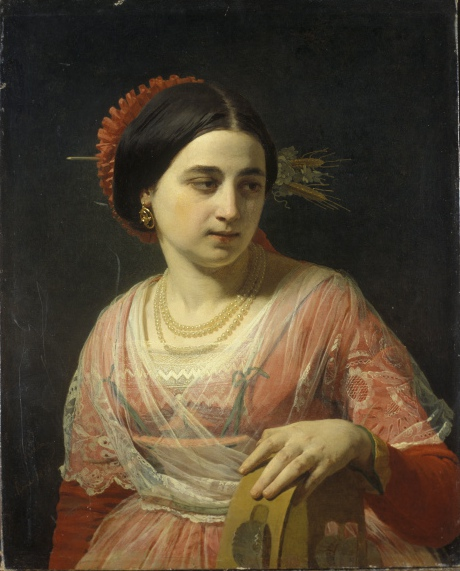
italiana, Roma (1858)
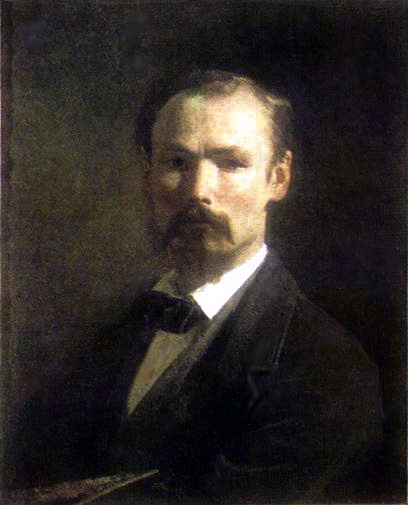
Autoretrat (1859)
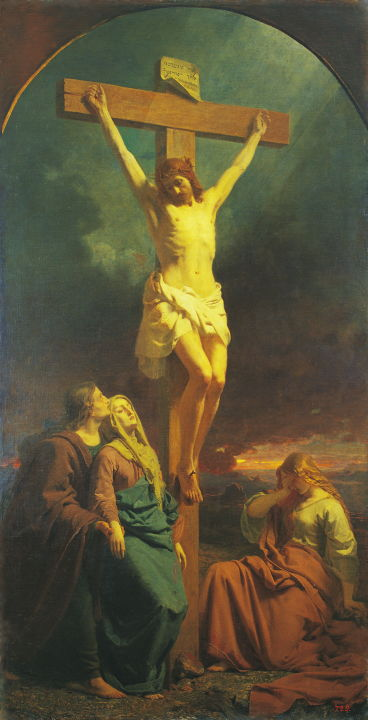
Crist de la Creu (1857-1859)
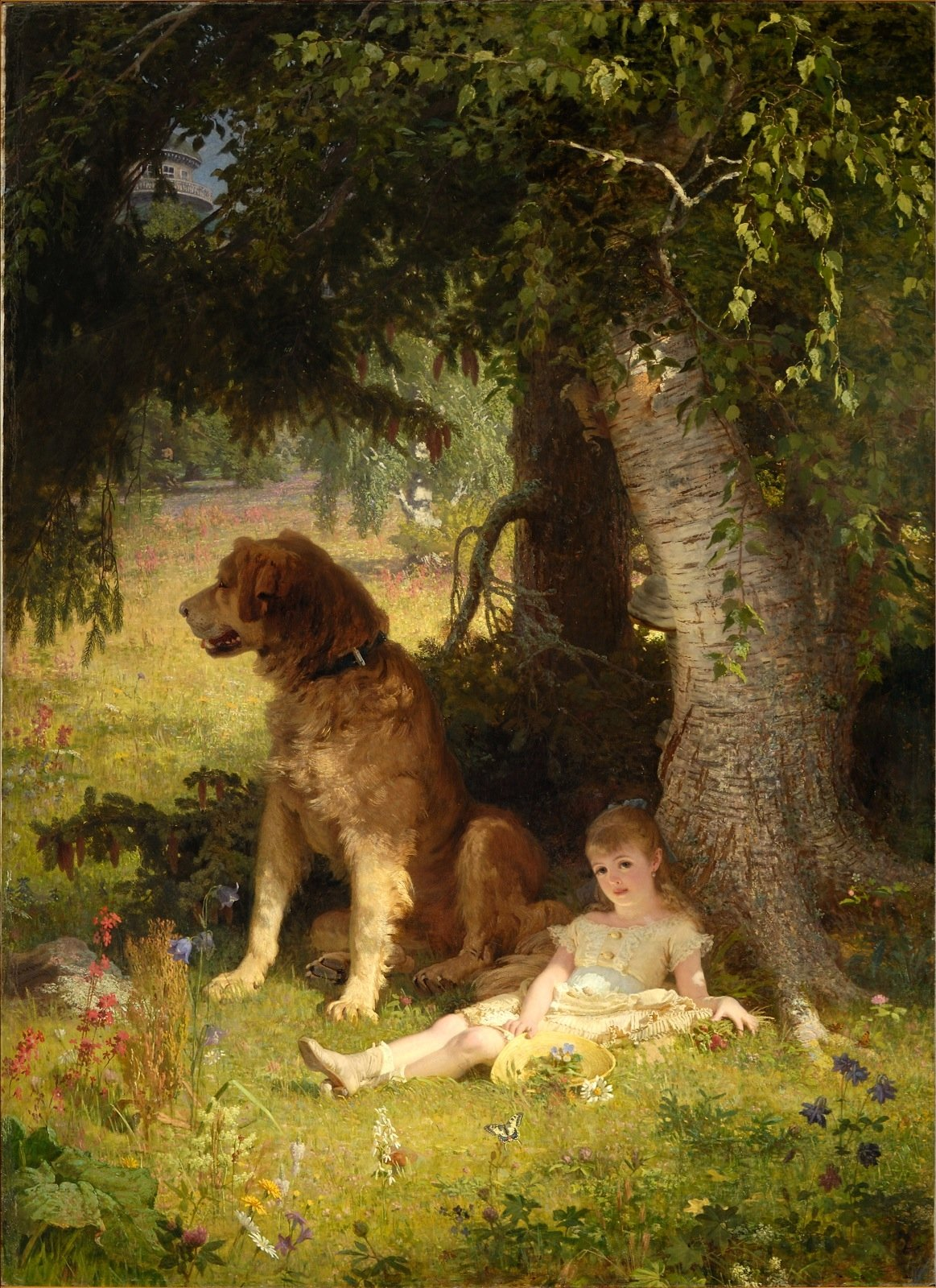
Guardià fidel (1878)
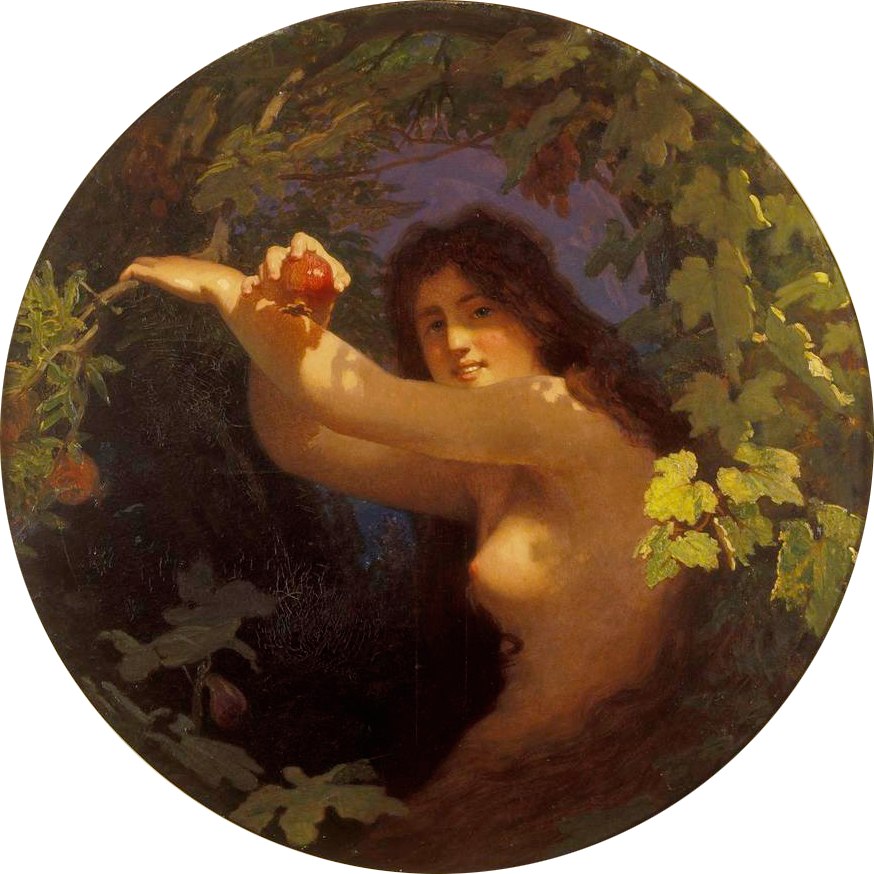
Revetlla amb magrana (1879-1880)
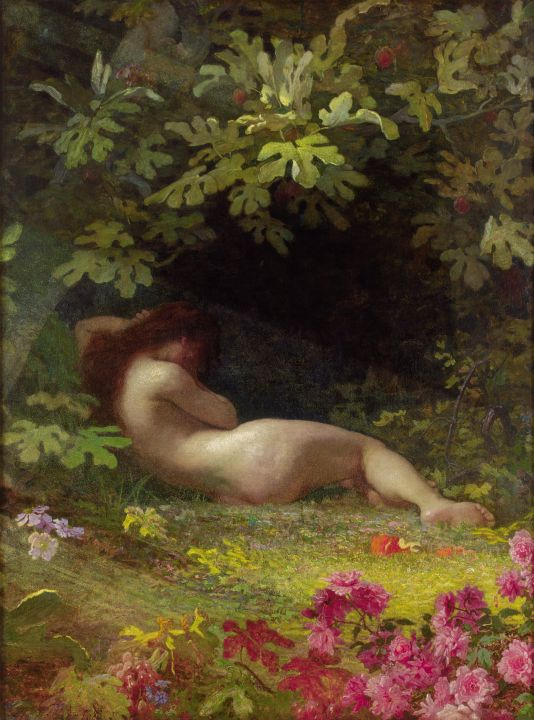
Eva després de caure en el pecat (1883)
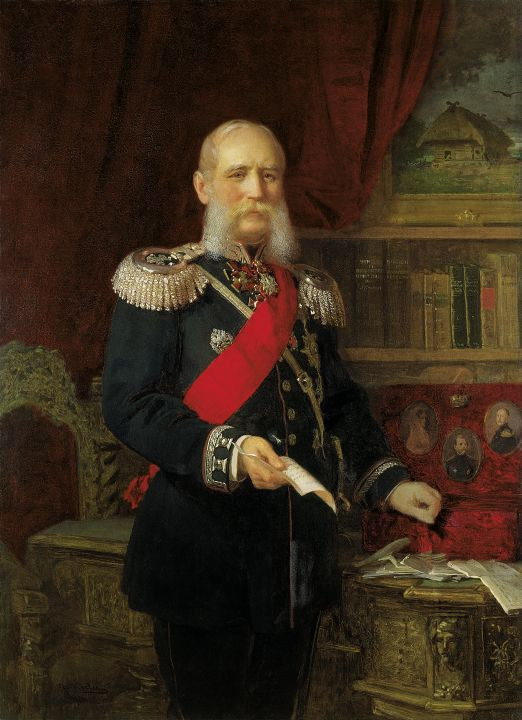
Retrat del doctor Philipp Karell, metge de l'emperador (1886)
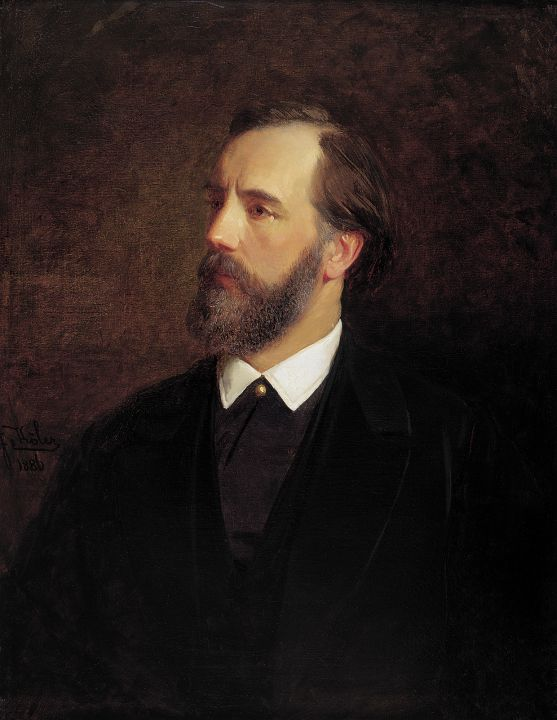
Retrat d'Hugo Treffner (1886)
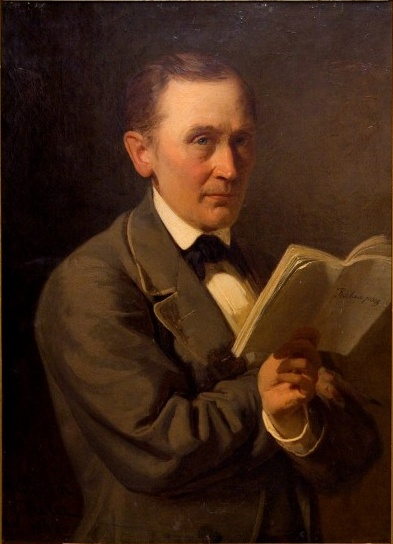
Retrat de Friedrich Reinhold Kreutzwald (1864)
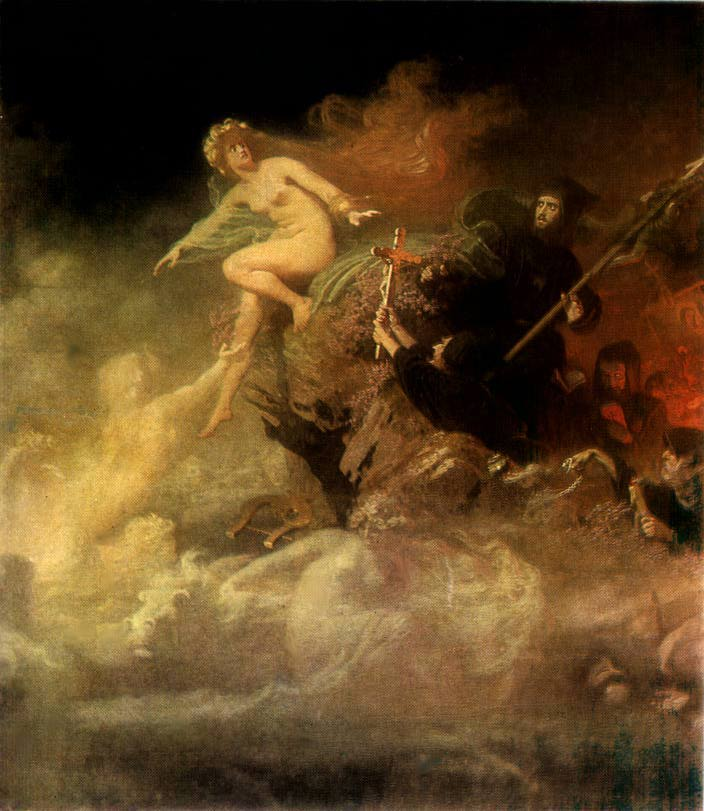
Lorelei maleïda pels monjos (1887)